# Codissago
Codissago è una frazione del comune di Longarone in provincia di Belluno, posto a circa 500 metri di altitudine nelle Alpi Orientali nel gruppo delle Dolomiti, al confine con il comune di Erto e Casso e il Cadore, sulla riva sinistra del fiume Piave, in Veneto, ricordato per il disastro del Vajont che colpì la zona nel lontano 9 ottobre 1963.

## Geografia fisica

### Territorio
Il paese è disposto in vari livelli, la parte bassa, vila de sot, in prossimità del fiume Piave si trova a circa 450 metri di altitudine e la parte più alta, vila de sora e località colle, si trovano a circa 550 metri di altitudine.

### Clima
Il clima è moderatamente continentale. In inverno nelle notti più fredde si può scendere anche a -10/-12°C. Le minime e le massime medie in questa stagione sono rispettivamente di -5°C e 4°C. Si possono verificare giornate di ghiaccio, nelle quali la temperatura resta permanentemente sottozero per tutta la giornata.
In estate durante le giornate più calde dell'anno si raggiungono i 28°C/30°C. Nelle mattinate d'estate più fresche si possono raggiungere anche 10°C. Le minime e le massime in questa stagione sono rispettivamente di 14°C e 25°C. Il caldo è spesso spezzato da forti temporali che portano subito molto fresco. Nelle giornate di pioggia estive la temperatura massima resta al di sotto dei 20/22°C per tutta la giornata. Codissago, insieme a Longarone e Castellavazzo, è uno dei paesi più ventosi e piovosi dell'intera provincia di Belluno. La stagione più piovosa è l'estate. Cadono in un anno circa 2500 millimetri di pioggia. 
Ogni inverno la temperatura scende sotto i -10°C, ma ci sono alcuni inverni a Longarone che sono stati molto freddi e nevosi, come l'inverno 1985, con temperature che raggiunsero i -28°C, il 2006, il 2008, il 2009, il 2010, il 2011, il 2012, il 2017, il 2018 e il 2021. Nel 2021 a Longarone si registrò la minima assoluta in gennaio di -16,7°C.
La temperatura media annua a Codissago, Longarone e Castellavazzo é di 9,5°C.

## Storia
Il paese di Codissago, toponimo di origine gallica (terre di Cotisus), è disposto lungo un'arteria stradale esistente già in epoca romana. Si trattava di una variante dell'importante diramazione della via Claudia Augusta che si spingeva fino in Cadore. Il tracciato alternativo risaliva la valle del Piave sulla sinistra orografica a partire da Ponte nelle Alpi per ricongiungersi alla direttrice principale sulla sponda opposta presso Castellavazzo.
Alcuni documenti tardo medioevali testimoniano come la fluitazione e il commercio del legname fossero già importanti prima del passaggio di Belluno sotto il dominio della Repubblica di Venezia, avvenuto nel corso del XV secolo. Nell'ambito di queste attività Codissago era un centro di grande rilevanza, dal momento che nelle vicinanze dell'abitato sorgevano una zona portuale ed edifici per il deposito e la lavorazione del legname. Legname che, quando giungeva in laguna, veniva impiegato per la costruzione di barche e per opere di stabilizzazione del suolo su cui sorge Venezia.
Le zattere provenienti da Perarolo attraccavano presso il porto di Castello in località La Punta, a nord del paese, dove si trovavano gli sbarramenti (le roste, oggi solo parzialmente visibili) delle segherie Malcolm, nota famiglia di mercanti di legname di origine scozzese. In questo luogo una parte del legname veniva immessa, tramite un canale di derivazione, nei grandi impianti di segagione situati in sponda destra all'altezza di Roggia, dove sorgeva anche la pregevole villa Malcolm. Con il disastro del Vajont tutte queste strutture sono andate perdute e rimangono soltanto alcuni resti delle roste in corrispondenza del ponte che collega Codissago a Castellavazzo.
Il paese un tempo era diviso in due parti, la vila de sora, più legata ai boschi e alla montagna sovrastante, e la vila de soto, proiettata decisamente verso il fiume, con le case disposte fin quasi sull'acqua e la popolazione maschile dedita all'arte della zatarìa. I menadàs (gli zattieri) di Codissago erano molto conosciuti ed apprezzati non solo perché erano in grado di condurre i tronchi nel tratto più insidioso del Piave (da Perarolo fino alla “stretta” di Castellavazzo), ma anche per la loro caratteristica di essere gli unici zattieri ligadori, cioè coloro che erano capaci di costruire le zattere, oltre che di farle navigare.
All'interno del centro abitato attuale è sicuramente significativo il borgo situato nella parte alta di Codissago, dove si trovano abitazioni storiche di pregevole fattura che si affacciano su piccole scalinate e cortili interni.
Il paese viene ricordato tra le frazioni colpite dal disastro del Vajont nella notte del 9 ottobre 1963: la località Vajont e la zona a sud del paese vennero distrutte.
A Codissago riveste particolare importanza il museo degli Zattieri del Piave. Inaugurato nell'agosto del 2004, esso riassume un lavoro decennale di ricerca storica ed archivistica inerente alla fluitazione e l'attività dei menadàs. All'interno degli spazi espositivi sono illustrate le diverse fasi di trasformazione del legname, dall'esbosco alla costruzione delle zattere, grazie all'ausilio di modellini e fotografie storiche.